# دهستان سائو (۱۹۹۱)
دهستان سائو (به لاتین: Saue Parish) یک دهستان در استونی بود که در شهرستان هاریو واقع شده‌بود.

## خصوصیات
دهستان سائو ۱۹۶٫۱۲ کیلومترمربع مساحت و ۹٬۸۰۲ نفر جمعیت دارد.